# Slovenský Zväz Vodného Póla
La Slovenský Zväz Vodného Póla, nota con l'acronimo di SZVP, è l'organo di governo, organizzazione e controllo della pallanuoto in Slovacchia.